# Chaetothyriales
Los quetotiriales (Chaetothyriales) son un orden de hongos ascomicetos en la clase Eurotiomycetes y en el subfilo Pezizomycotina. 
Una entidad de enfermedad que se limita en gran medida a Chaetothyriales es la infección cerebral primaria en individuos inmunocomprometidos o inmunocompetentes, es decir, cerebritis en la que los primeros síntomas de la enfermedad son de naturaleza neurológica. Los elementos hifales que muestran melanización ya sea directamente o después de la tinción de Fontana-Masson se observan en abscesos en la parénquima cerebral. El portal de entrada puede ser el pulmón, pero con frecuencia los síntomas se limitan al cerebro. Cinco especies representan la mayoría de las infecciones cerebrales no traumáticas. Cladophialophora bantiana ha causado alrededor de un tercio de los casos en individuos sanos.

## Taxonomía
Familia Chaetothyriaceae
- Géneros
  - Actinocymbe
  - Ceramothyrium
  - Chaetothyriomyces
  - Chaetothyrium
  - Euceramia
  - Microcallis
  - Phaeosaccardinula
  - Treubiomyces
  - Yatesula

Familia Herpotrichiellaceae
- Géneros
  - Cladophialophora
  - Exophiala
  - Fonsecaea
  - Phialophora
  - Rhinocladiella